# ドクトル・ジバゴ

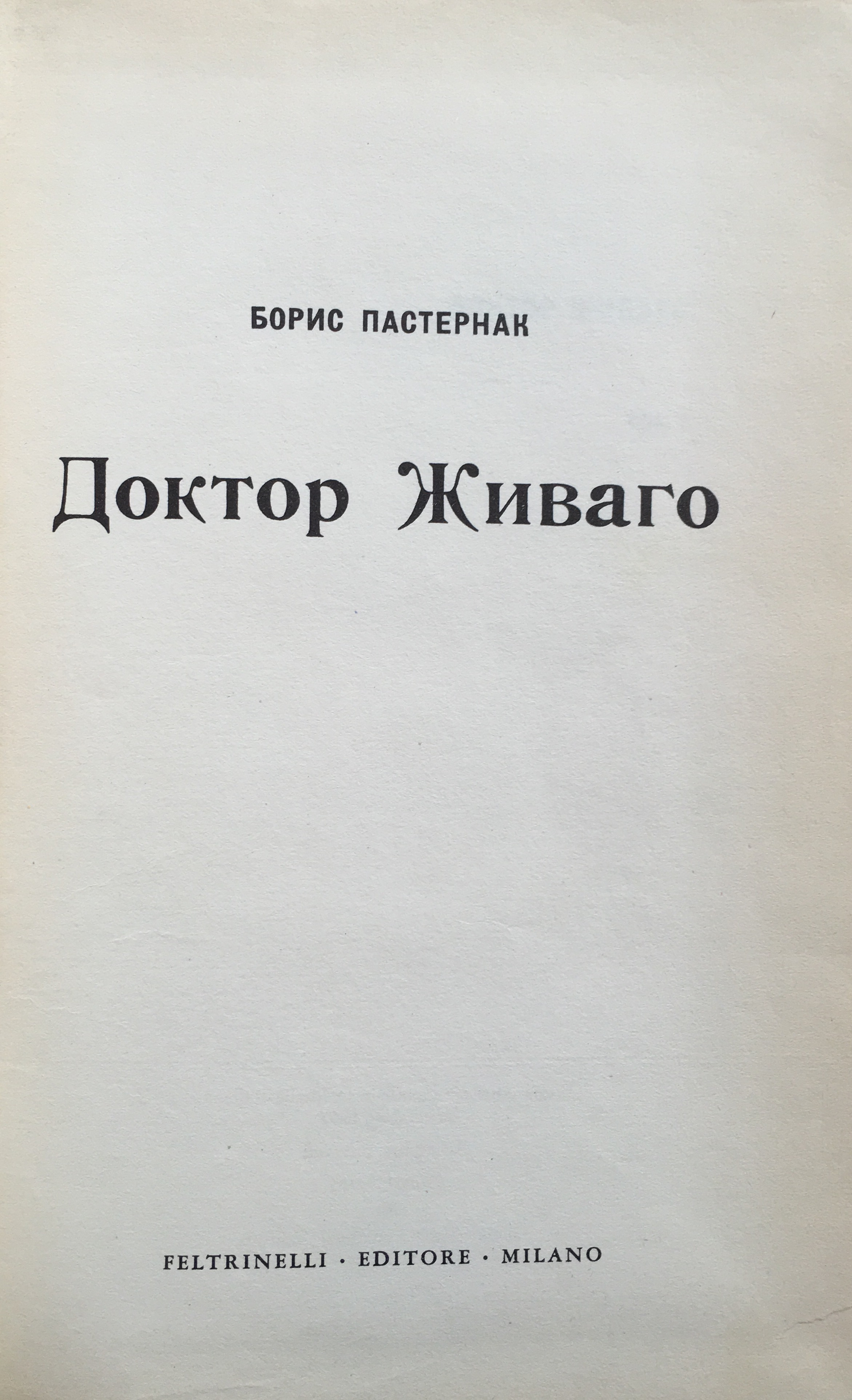
1957年にイタリアで刊行された初版本の表紙

『ドクトル・ジバゴ』（Доктор Живаго, 英語: Doctor Zhivago）は、ソ連の作家ボリス・パステルナークの小説。1957年出版。ロシア革命の混乱に翻弄される、主人公で医師のユーリー・ジバゴと恋人ララの運命を描いた大河小説。「戦争と革命の最中でも、人間は愛を失わない」内容でノーベル文学賞を授与された。

## あらすじ
革命に揺れるロシアを舞台に、医師であり詩人でもあるジバゴの波乱の生涯をロマンチックに描いている。

### ユーリー・ジバゴの詩編
小説『ドクトル・ジバゴ』巻末には、物語を補完するように、それまでパステルナークが創作した詩篇25篇が添えられていて、父親がユダヤ教からロシア正教への改宗者なので、パステルナークのキリスト教的内面を現わす配置になっている。
| 詩                                                                                        | 創作年         | 詩                                                                                                   | 創作年                     | 詩 | 創作年 |
| ----------------------------------------------------------------------------------------- | -------------- | --- | -------------------------- | --- | ------ |
| 1. ハムレット 2. 三月 3. 受難週に 4. 白夜 5. 春の悪路 6. 釈明 7. 都会の夏 8. 風 9. ホップ | 1946 1946 1953 | 10. 女の夏 11. 婚礼 12. 秋 13. おとぎばなし 14. 八月 15. 冬の夜 16. 別離 17. あいびき 18. 降誕祭の星 | 1946 ? 1949 1953 1949 1947 | 19. 夜明け 20. 奇跡 21. 大地 22. 悪しき日々 23. マグダラのマリアⅠ 24. マグダラのマリアⅡ 25. ゲッセマネの園 | ? 1960 |

この内、「秋」と「ハムレット」はいまでもロシアで人気ある詩で、後者は多少迷いながらも重大なことに当たる人の心理を表現していて、パステルナークの死に際してアンドレイ・ヴォズネセンスキーが埋葬時に禁を侵して朗読した。

## ノーベル賞受賞と辞退
パステルナークが住んでいたソ連では自国の社会像が赤裸々に込められた『ドクトル・ジバゴ』はロシア革命を批判する作品であると考えられたために発表・出版はできず、1957年、イタリアで刊行され、世界的に知られることになった。18カ国に出版され、翌年にはノーベル文学賞がパステルナークに授与されることになったが、ソ連共産党がパステルナークをソ連の作家同盟から除名・追放すると宣告するなどして受賞の辞退を迫った。受賞すれば亡命を余儀なくされると考えたパステルナークは「母国を去ることは、死に等しい」と言い受賞を辞退した。これは、政治的な理由でノーベル賞の辞退を余儀なくされた最初の事例になった。
ソ連の共産党は「（『ドクトル・ジバゴ』は）革命が人類の進歩と幸福に必ずしも寄与しないことを証明しようとした無謀な試みである」と非難した。当時「社会主義革命の輸出」をしていたソ連政府にとっては「ロシア革命は人類史の大きな進歩である」という政府の見解に疑問符をつけることは許しがたいことであった。
ただし、ノーベル委員会はこの辞退を認めず、一方的に賞を贈った。このため、パステルナークは辞退扱いにはなっておらず、公式に受賞者として扱われている。ソ連国内での発行禁止が解けるのは、1988年である。

## 日本語訳
- 江川卓訳『ドクトル・ジバゴ』（上・下）、時事通信社、1980年／新潮文庫、1989年 - 各・絶版
- 工藤正廣訳『ドクトル・ジヴァゴ』未知谷、2013年 - 現行版

最初の日本語訳は1959年（昭和34年）年に原子林二郎訳で出版された。前年（1958年）のパステルナークのノーベル文学賞受賞辞退の一件で話題の書となったため急遽翻訳が企画され、ロシア文学関係者ではないものの時事通信社の業務でロシア語に接していた原子林二郎（時事通信社記者）が翻訳にあたった。また、原典であるロシア語版の入手が困難なため底本とすることができず、上巻は最初、イギリス版を底本として翻訳が進められた。しかしイタリア語訳版とアメリカ版を入手したところ、イギリス版には問題が多いことがわかり、既訳箇所も含めてイタリア語訳版とアメリカ版を相互に参照しながら翻訳し直された。下巻は、ロシア語原典を底本にして、イタリア語訳版と英訳版を参照しながら邦訳が進められた。但し、ユーリー・ジバゴの詩の邦訳については原子は固辞して専門家に担当して貰っている。原子自身は、重要な文学作品の邦訳を、社命とはいえロシア文学の専門家ではない者が行うことに強い抵抗感を示しており、遠くない将来にロシア文学の専門家の手による邦訳版の出版が望まれる旨を述べている（原子訳・下巻「あとがき」による）。
上記から21年後の1980年（昭和55年）に、江川卓による新訳が、原子訳と同じ時事通信社・全2巻で出版され、1989年に新潮文庫（上下）で再刊されたが各・絶版である。なお古書市場では一時、下巻の入手が極めて困難で高額だった。
2013年に工藤正廣訳が『ドクトル・ジヴァゴ』（未知谷）の邦題で刊行された。

## 映像化
何度か映像化されている。
- ドクトル・ジバゴ (1965年の映画) - 1965年の映画。監督デヴィッド・リーン。
- ドクトル・ジバゴ (テレビドラマ) - 2002年にイギリス、ドイツ、アメリカ合衆国合作で制作されたテレビシリーズ。日本でもDVDが発売されている。
- ドクトル・ジバゴ (ロシアのテレビドラマ)（ロシア語版） - 2005年にNTV (ロシア)でドラマ化された作品。

## 舞台
ドクトル・ジバゴ
2015年春に、ブロードウェイミュージカルとしてブロードウェイ劇場で上演した。演出はデス・マカナフ、脚本はマイケル・ウィラー、音楽はルーシー・サイモン。
2018年春に、宝塚歌劇団星組にて上演。主演は専科の轟悠。脚本・演出は原田諒。